# Kachlová kamna

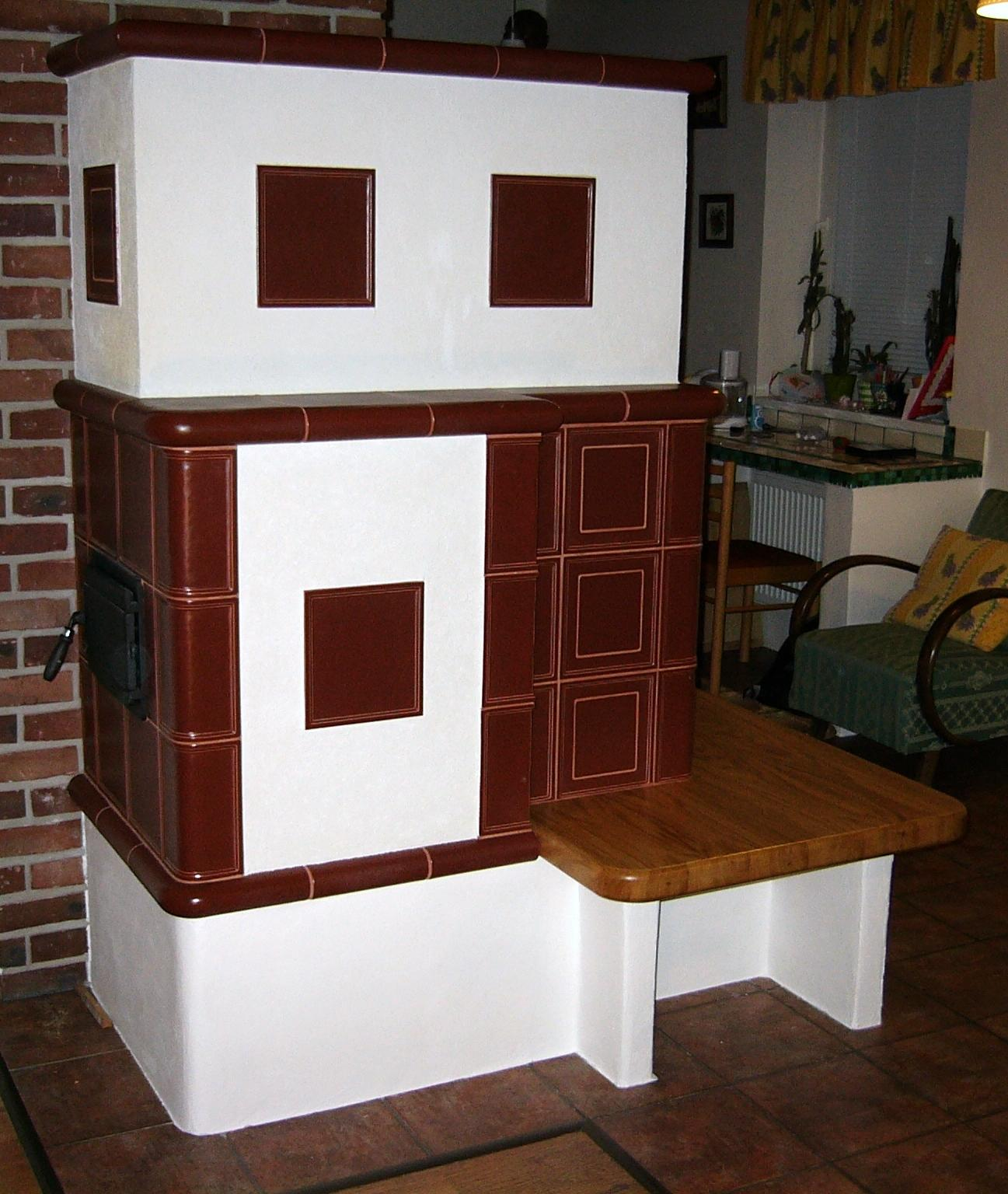
Současná kachlová kamna

Kachlová kamna jsou zařízení používané pro vytápění, vyrobené z keramických materiálů (šamot, kamnářská hlína, kachle). Bývají dominantou interiéru, a tak bývají zajímavě designově ztvárněna. Skládají se z topeniště, tahového systému a teplosměnné plochy (pláště). V topeništi dochází k přeměně energie uložené v palivu (v 21. století v Evropě téměř výhradně dřevo, dříve velmi často uhlí) na tepelnou energii. Ta ve formě horkých spalin prochází tahovým systémem (systém kanálů), který ze spalin odebírá tepelnou energii, jež je následně pláštěm kamen předávána do vytápěných prostor sáláním. Díky dobré akumulační schopnosti keramických materiálů používaných k výrobě a stavbě kamen, je v nich energie zadržena a postupně vyzařována do prostoru. Topeniště jsou konstruována tak, aby v nich bylo za krátký čas spáleno velké množství paliva (uvolněno velké množství energie). Vyrobené teplo je akumulováno ve hmotě kamen a je pak postupně předáváno do vytápěného prostoru několik hodin.

## Historický vývoj

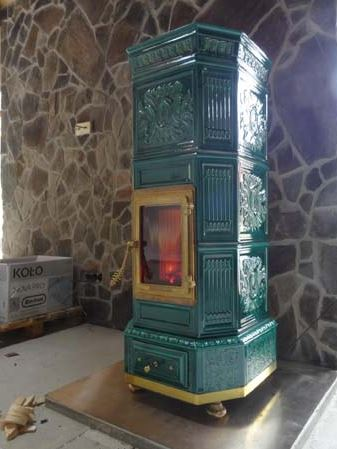
Kamna La Castellamonte

Uzavřená kamna se vyvinula postupným zvětšováním obezdívky kolem otevřeného ohně. Setkáváme se s nimi na konci středověku v alpských oblastech Švýcarska a Itálie. Z této doby také pocházejí první kachle.
Kachlová kamna byla často umělecky zpracována, jak o tom svědčí zachovalé unikáty ze starých sídel. Vnější vzhled kamen odpovídal soudobým uměleckým směrům, a tak můžeme podle doby jejich vzniku najít kamna gotická, barokní, secesní, kubistická atd.
Až do 19. století byla každá kachlová kamna originálním výrobkem. Ve druhé polovině 19. století dochází k průmyslové výrobě kachlů a později i celých kamen. Od té doby byla kachlová kamna součástí prakticky každého městského bytu, kde obvykle stála jedna v každé obytné místnosti. Kamna ze začátku 20. století jsou často zachována v provozuschopném stavu až do současnosti. Podle jejich místa výroby či vzhledu a konstrukce známe kamna tahovky, sloupová, kamna se středovou římsou, Plzeňky. Ve 30. letech 20. století začíná průmyslová výroba přenosných kachlových kamen (Spora, Tropical, Kolinorky, Hornobřízky).  

## Vývoj topeniště
Během doby docházelo k vývoji a zdokonalování jak topeniště, tak tahového systému.
Původní obestavěné otevřené ohniště pro spalování dřeva bylo v průběhu 19. století opatřeno roštem, aby bylo možno spalovat uhlí. Nejdříve vznikají topeniště univerzální, později přímo určená pro spalování uhlí, případně i koksu. V polovině 20. století vlivem zvýšení důrazu na ekologii a využití obnovitelných zdrojů energie dochází k výraznému vývoji v oblasti spalování dřeva, převážně v Rakousku a v Německu. Československu se díky komunistickému režimu tento vývoj vyhnul a kamnářství prakticky zaniklo. Na konci 20. století dochází k vývoji bezroštového topeniště vhodného pro hoření dřeva s vysokou účinností - až 90% ve srovnání s max. 60% u roštových topenišť. Bezroštové topeniště je později zdokonaleno pomocí přívodu předehřátého vzduchu pro dokonalé prohoření spalin - tak zvané biotopeniště, v němčině též Umwelt Plus..
Posledním typem topeniště jsou topeniště s dvoukomorovým spalováním, používaná však zejména u kotlů pro ústřední topení. V současné době jsou topeniště obvykle vyráběna průmyslově, a to buď jako kovové kamnové či krbové vložky, jež se jako celek zabudují do topidla, nebo jako soubory tvarových dílů z lisovaného šamotu nebo žárobetonu, z nichž kamnář sestaví topeniště na místě určení. Oproti individuálně navrženým topeništím mají své plusy i minusy. Hlavním pozitivem je to, že průmyslově vyrobená ohniště jsou certifikována z hlediska dodržení emisních norem, což lze u individuálně navrženého ohniště prokázat jen velmi nákladnými testy. Pro nově budovaná topidla je dodržení emisních limitů závazné. Na druhé straně normované topeniště částečně diktuje dispozici a rozměry celého topidla, takže je nelze vždy použít, zejména při rekonstrukcích historických topidel. 

## Vývoj tahového systému
První kamna byla jen obestavěným prostorem pro hoření, který ústil do komína. Později byly spalinám uvnitř kamen kladeny do cesty vodorovné přepážky, aby prodloužily jejich cestu a mohlo z nich být odebráno více energie. Ve sloupových kamnech je nejdříve používán vodorovný tahový systém (kamna tahovky), kdy jsou spaliny nad topeništěm usměrňovány přepážkami v patrech střídavě z jedné strany kamen na druhou a postupně nahoru ke komínovému průduchu. Při přechodu na spalování uhlí dochází k vývoji vertikálního tahového systému, kdy je půdorys kamen rozdělen na několik svislých kanálů, jimiž spaliny procházejí střídavě nahoru, dalším pak dolů a tak dále až poslednímu nahoru a do komína. 

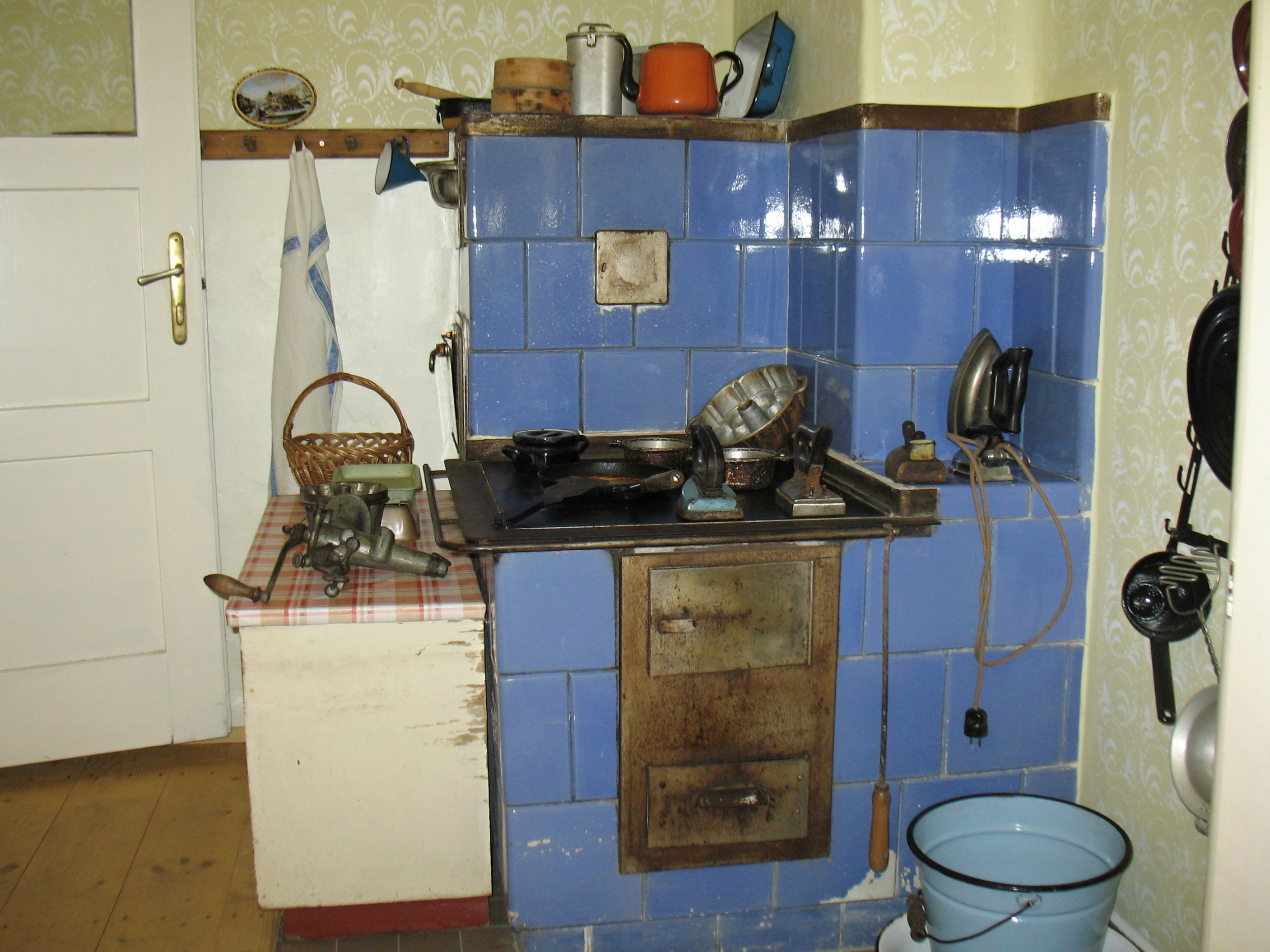
Muzeum Dřevěnky na Borku v Třinci, ukázka bydlení dělníků z Třineckých železáren v polovině 20. století

Při návratu ke spalování dřeva  koncem 20. století (z ekologických důvodů) dochází ke zdokonalení ležatého (horizontálního) tahového systému, lepe vyhovujícímu spalinám vznikajícím při spalování dřeva.
V současné době různí výrobci dodávají i modulární tahové systémy různých typů, jak po tvarové, tak materiálové stránce.

## Moderní pojetí kamen pro spalování dřeva
Na začátku 21. století je v Evropě významný útlum využití fosilních paliv, zvláště uhlí, pro vytápění, zejména pro lokální vytápění. Mezi ekologicky přijatelné zdroje však patří topidla na spalování biomasy, a z nich jsou nejvýznamnější topidla na dřevo, mezi něž patří i moderní kachlová kamna. Hlavním problémem soudobého vytápění dřevem je rozpor mezi nízkou tepelnou ztrátou energeticky úsporných domů (stavěných od konce 20. stol.) na jedné straně a podmínkami ekologicky přijatelného spalování dřeva na straně druhé. Kontinuální spalování dřeva s extrémně nízkým výkonem nesplňuje ekologické požadavky na plynné a pevné emise, ani bezpečnostní požadavky. Z toho důvodu je vytápění dřevem na technologické úrovni 21. století vždy řešeno jako akumulační: Dřevo se spaluje v topidle s vysokým výkonem (běžně od 10 -15 kW) a vyrobená energie se akumuluje pro využití v delším časovém období (akumulační kamna), nebo se využije pro vytápění dalších prostor (ústřední topení s kotlem na dřevo). U kamen na dřevo je tedy zhruba od konce 20. století důležitým parametrem kromě okamžitého výkonu i jejich akumulační schopnost, kterou zajišťuje použití dostatečného množství žáruvzdorného keramického materiálu, od něhož se odvíjí hmotnost i rozměry daného topidla.

## Dělení podle výkonu a akumulace
Okamžitý výkon topidla na dřevo je dán zejména množstvím a výhřevností (energetickým obsahem) použitého dřeva. Ten je přibližně 4kWh/kg (asi 15MJ/kg) a nezávisí ani tak na druhu dřeva (tvrdé, měkké) jako spíš na stupni jeho vysušení. Pro topení je doporučená suchost dřeva asi 15% hmotnosti obsažené vody, nepoužitelné je dřevo vlhčí než 20%. Kilogram dřeva představuje polínko o průměru cca 10 cm a 30 cm dlouhé. Obvyklé minimální množství dřeva pro správné spalování je kolem 5 kg. Pokud toto množství spálíme za hodinu, představuje to výkon ohniště  (podle účinnosti) 16 až 18 kW, což je několikrát více, než je třeba k vytápění obytné místnosti, běžné v Evropě přelomu 20 a 21. století. Přebytečná energie se tedy ukládá v konstrukci topidla (ohřívá se) a následně se uvolňuje do prostoru po jistou dobu po vyhasnutí ohně. 
Podle vzrůstající akumulační schopnosti se kamna dělí na lehká (okolo 100 až 200 kg), střední (200 až 600 kg) a těžká (nad 600 kg) Lehká kamna se zahřejí rychle po zatopení, teplota jejich povrchu je i přes 100°C, ale po vyhasnutí ohně vychladnou během tří až pěti hodin. Těžká kamna naproti tomu potřebují i několik hodin na to, aby začala hřát, ovšem po vyhasnutí ohně hřejí deset i více hodin, a teplota jejich povrchu zpravidla nepřesáhne 60°C. Taková kamna se hodí do trvale obývaných prostor, zatímco lehká kamna najdeme častěji v rekreačních objektech, obývaných příležitostně. Pojem "kamna" se často nesprávně používá i pro kachlový kuchyňský sporák, který, ač v principu podobný, má za hlavní účel přípravu jídla na plotně nebo v troubě, vytápění místnosti je u něho jen "vedlejším produktem".

## Plášť kamen
Povrch kamen je důležitý pro předání tepla do vytápěného prostoru. U kachlových kamen k tomu dochází sáláním. Tradičně pojatá kachlová kamna mají povrch sestaven z keramických kachlí. Tyto kachle jsou při stavbě kamen individuálně lícovány jedna ke druhé, slepovány kamnářskou hlínou (nebo tmelem) a spojovány drátěnými sponami neboli kramličkami. Spáry mezi kachlemi jsou zevnitř vymazány hlínou a vyloženy keramickými (nověji šamotovými) destičkami. Tato konstrukce umožňuje zachovat těsnost pláště kamen navzdory tepelné roztažnosti použitých hmot. Podle typu kamen (těžká, střední nebo lehká, viz výše) pak zevnitř na plášť navazuje různě silná šamotová přizdívka, přiléhající těsně na horké jádro kamen, nebo oddělená vzduchovou mezerou. Dříve se na vnitřní stavbu kamen používaly běžné cihly a střešní tašky bobrovky.  Díky vývoji kamnářských materiálů včetně tmelů a omítek je však možné tvořit povrch kamen i omítanými plochami.

## Vytápění více místností
Kamna je možné zkonstruovat a postavit tak, aby vytápěla více místností najednou. Nejběžnější jsou následující systémy:
- Teplovzdušný systém je založen na vytvoření vzduchové mezery mezi horkým jádrem (topeniště a tahový systém) a vnějším pláštěm kamen. Vzduch v této mezeře se intenzivně zahřívá a je možno odvést jej vhodně upravenými kanály do přilehlých místností. K pohybu vzduchu se využívá zpravidla přirozené konvekce - teplý vzduch stoupá vzhůru a na jeho místo se tlačí vzduch studený. Horký vzduch se odvádí z horní části kamen, na spodní části pláště je pak přívodní mřížka nebo otvor. Proto bývá teplovzdušný systém obvykle využit pro vyhřívání prostor ve vyšším podlaží. Teplovzdušný systém při své jednoduchosti má i zásadní nedostatky. Jednak je potřeba, aby přihřívaná místnost byla s vytápěnou místností propojena nejen teplovzdušným kanálem, ale i dalším, aby mohl vzduch cirkulovat. Těmito kanály se však velmi dobře přenáší i zvuky a pachy z jedné místnosti do druhé. Navíc se ve vzduchových kanálech usazuje prach a mohou se stát úkrytem a migrační cestou pro hmyz či drobné hlodavce. Odstranění těchto závad je sice možné, ale systém se tím zkomplikuje a prodraží.
- Hypokaustový systém vznikne uzavřením cirkulujícího vzduchu do těsného systému, odděleného od atmosféry vyhřívaných místností. Cirkulující vzduch zde dosahuje vyšších teplot než u otevřeného teplovzdušného systému, a teplo se do okolí předává sáláním otopných těles Tímto způsobem je možno rozvést teplo do ohřevných těles ve vedlejší místnosti. Tato tělesa jsou s pláštěm kamen propojena vzduchovými kanály pro horký a studený vzduch, pohyb opět obstarává konvekce. Někdy může být do přilehlých prostor vyvedena i část tahového systému, zejména, když je potřeba vlastní ohniště umístit dále od komína.
- Teplovodní systém využívá k přenosu tepla do vzdálenějších prostor kapalné médium cirkulující v potrubí pomocí jednoho nebo více čerpadel. Jde o známý systém teplovodního etážového nebo ústředního topení, kde roli kotle zastává speciální výměník, zabudovaný do tahového systému kamen. Tento systém je technicky nejvíce komplikovaný, ale umožňuje rozvést teplo z ohniště kamen doslova po celém domě, a rovněž kombinovat vytápění kamny například se solárními kolektory, které mohou zabezpečit ohřev vody v období, kdy se v kamnech netopí.